# Oad Reizen

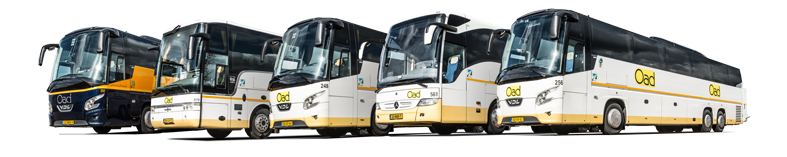
enkele bussen van OAD in 2015

Oad (Overijsselse Autobusdiensten) Reizen was de grootste zelfstandige touroperator van Nederland, met eigen reisbureaus onder de naam Globe Reisburo. Op 25 september 2013 werd de overkoepelende OAD Groep failliet verklaard. Diverse bedrijfsonderdelen hebben onder nieuwe eigenaren een doorstart gemaakt.

## Oad Groep
Vanuit het Oad-hoofdkantoor in Holten (Ov.) werden de drie onder de Oad Groep opererende divisies aangestuurd:
- Oad Reizen, een reisorganisator van vlieg-, bus- auto-, boot- en treinreizen naar meer dan 60 landen wereldwijd.
- De Globe Reisburogroep, een van Nederlands grootste reisbureauketens die meer dan 220 toeristische en 8 zakenreiskantoren in heel Nederland had.
- Het Oad Touringcarbedrijf, dat de grootste particuliere touringcarvloot van Nederland exploiteerde en onderhield.

De Oad Groep was eigenaar van SRC Cultuurvakanties. Eind 2010 zijn de activiteiten van BEX Reizen en Hotelplan gestaakt en is het aanbod van beide geïntegreerd binnen het product van Oad.

## Geschiedenis
De basis van OAD werd begin jaren 20 gelegd. In 1922 kocht Gerard ter Haar zijn eerste motorvoertuig. In 1924 startte Ter Haar te Borne met een bus personenvervoer in een deel van Salland en Twente. In dezelfde periode richtte Arnold Hodes een busdienst op tussen Rijssen en Almelo onder de naam Rijssense Autobus Dienst. J.G.P. (Paul) Müller start in 1921 met een bus en rijdt tussen Deventer, Holten en Rijssen. De bussen worden niet alleen gebruikt voor de streekbusdiensten tussen de plaatsen in de regio. Al snel werden reizen buiten de regio gepland, zoals naar het Duitse Königswinter.
Onder druk van de Commissie Vergunningen Personenvervoer wordt naar samenwerking tussen de 24 autobusbedrijven in Oost-Nederland gezocht. De Overijsselsche Autobusdiensten O.A.D. te Holten werd opgericht in 1942, waarbij Hodes en Müller hun autobusvervoer overdragen aan de OAD. Deze laatste zette zijn activiteiten in het goederenvervoer over de weg voort als Müller Transport. Met dertien bussen en dertien chauffeurs wordt het bedrijf voortgezet.
Op 1 januari 1949 werd het bedrijf omgezet in een NV en in 1950 werd in Holten een nieuw hoofdkantoor met garage en werkplaats geopend. Andere vestigingen had de OAD in Rijssen, Goor, Borne en Deventer. In de daaropvolgende decennia breidde het openbaar vervoer door de O.A.D. zich steeds verder uit, zodat een streekvervoergebied in aangrenzende delen van Salland en Twente ontstond, van Deventer in het westen tot Almelo en Hengelo in het oosten. Daarnaast verzorgde de O.A.D. ook groepsuitstapjes, een tak van het bedrijf die steeds belangrijker werd. In de jaren zestig ging Oad, zoals de bedrijfsnaam van toen af gespeld werd, ook als organisator van verzorgde busreizen optreden. In 1970 verscheen de eerste Oad-reisgids.
Aan de openbaarvervoersactiviteiten van Oad, die inmiddels nog maar een klein onderdeel waren van het bedrijf, kwam op 14 december 2003 een eind toen Syntus na aanbesteding de vervoerder werd van de gecombineerde bus-/treinconcessie Zutphen - Oldenzaal. Aanvankelijk was Syntus nog van plan om Oad als onderaannemer voor het busvervoer in te huren, maar daar werd later van afgezien.
In december 2009 werd Oad weer in het openbaar vervoer actief. In opdracht van Breng (Novio) exploiteert Oad een buslijn van Nijmegen naar Uden, die Novio in samenwerking met Arriva uitvoert. Novio heeft al haar ritten uitbesteed aan Oad. Hiervoor heeft Oad vijf streekbussen van Connexxion overgenomen die zijn aangepast aan de concessie-eisen en overgespoten zijn in de Breng-kleuren van de Noviobussen. De bussen zijn gestald in de stalling van Oad en Van Dongen Reizen in Zeeland. Daarnaast verzorgt Oad ook enkele versterkingsritten met eigen materieel voor Arriva in Oost-Brabant en Novio in de Stadsregio Arnhem Nijmegen.

## Faillissement en doorstart

### Faillissement
Op 25 september 2013 werd de OAD Groep failliet verklaard. In november 2013 maakten de curatoren bekend dat het Oad Busbedrijf, de Globe reisburo's en SRC-Cultuurvakanties zijn verkocht. Voor Oad Reizen was nog geen nieuwe eigenaar gevonden. De totale schuld van de omgevallen Oad Groep aan Rabobank bedroeg bijna 12 miljoen euro en was op dat moment volledig afgelost. De Oad Groep telde bij het faillissement ongeveer 1750 werknemers waarvan zo’n 600 mensen een arbeidsplek hebben behouden.
De oud-eigenaren van Oad Groep eisen 80 miljoen euro van de Rabobank. De familie Ter Haar acht de bank verantwoordelijk voor het bankroet van het bedrijf. In het voorjaar van 2013 stelde Rabobank strengere financiële eisen waaraan de Oad Groep niet kon voldoen. De Groep vroeg zelf het faillissement aan. Volgens de Rabobank leed Oad verlies, werden afspraken niet nagekomen en werd het bedrijf verscheidene keren gewaarschuwd. In september 2015 is de zaak voor de rechter gekomen. Begin november wees de rechtbank de eis af. De rechter heeft de zaak niet inhoudelijk behandeld, maar geconcludeerd dat de claim niet kan worden ingediend door aandeelhouders, maar alleen door de curator. De familie is in hoger beroep gegaan.
Op 2 februari 2022 deed de rechter uitspraak. De rechtbank Midden-Nederland oordeelde dat de Rabobank in september 2013 haar kredietovereenkomst met OAD mocht opzeggen. In 2019 besloot de rechtbank dat OAD moest bewijzen dat de Rabobank, in de cruciale week waarin werd onderhandeld over een overname, het bedrijf meer tijd had gegeven om de overname rond te krijgen. Dit kon OAD niet. De bank is derhalve niet aansprakelijk voor de schade die OAD zegt te hebben geleden.
OAD ging wederom in hoger beroep, maar in februari 2024 oordeelde het gerechtshof dat het niet de schuld van Rabobank dat reisorganisatie failliet is gegaan. De Rabobank hoeft derhalve geen schadevergoeding te betalen aan de oud-eigenaren van OAD, die hadden 70 miljoen euro van de bank geëist. Juni 2025 bevestigde de Hoge Raad het laatste vonnis.

### Doorstart

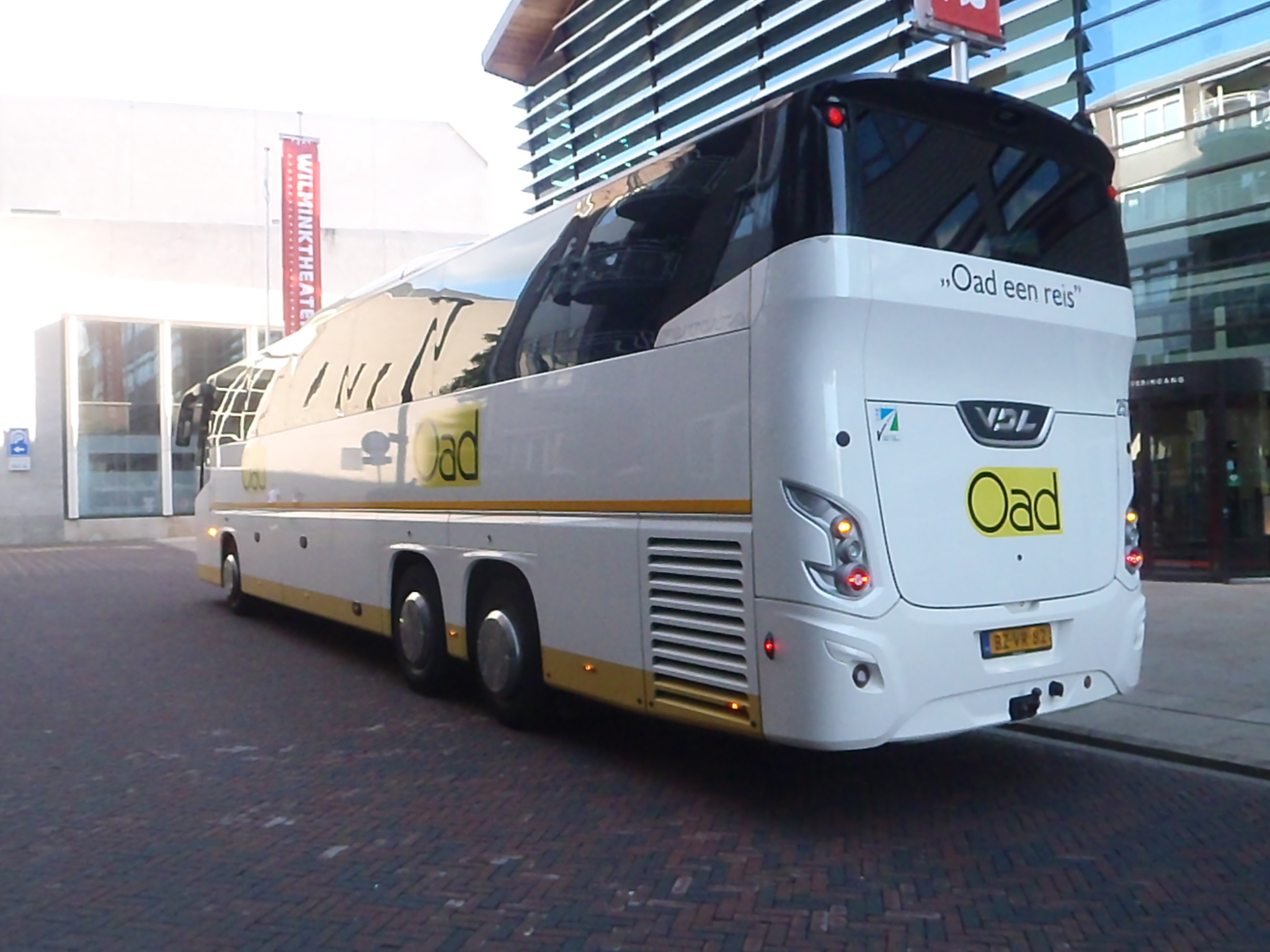
een touringcar van Oad

Onder de naam Oad Bus b.v. heeft een doorstart plaatsgevonden van het touringcarbedrijf. Hierbij zijn de investeringsmaatschappij Nobel Capital Partners en voormalig Oad directeur van het Touringcarbedrijf Frans Schuitemaker betrokken. Oad Bus b.v. opereert vanuit Goor, Lijnden, Lith met ca. 200 werknemers en 80 touringcars.